# Acrilato de butilo
Acrilato de butilo es un ester de tipo acrilato que se utiliza en la fabricación de fibras sintéticas y en las dispersiones de diferentes polímeros que se emplean para la fabricación de telas, cueros y adhesivos. Es una sustancia ligeramente tóxica para la piel y los ojos, así como el tracto respiratorio.

## Producción
Para obtener acrilato de butilo, se puede hacer a través de la reacción de acetileno con butanol, monóxido de carbono, níquel carbonil y ácido clorhídrico. También se puede obtener a partir de la reacción de ácido acrílico con acrilato de metilo y butanol. El producto obtenido puede contener aproximadamente un 0.009% de ácido acrílico y entre un 0.05% a un 0.10% de agua.
En Estados Unidos se ha ido incrementando la cantidad producida de acrilato de butilo como puede observarse en la siguiente tabla:
| Año  | Producción (en libras)    |
| ---- | ------------------------- |
| 1986 | 100 a 500 millones        |
| 1990 | 500 millones a 1 millardo |
| 1994 | 500 millones a 1 millardo |
| 1998 | Más de un millardo        |
| 2002 | Más de un millardo        |

## Aplicaciones
Al ser un monómero, el acrilato de butilo se puede utilizar para llevar a cabo reacciones de polimerización para la fabricación de algunas telas, cuero o adhesivos, así como en la fabricación de fibras sintéticas. También es utilizado en la preparación de polímeros y copolímeros del ácido acrílico y sus derivados como los cloruros de vinilo, butadieno, estireno, poliésteres no saturados, aceites secos y metil acrilatos.

## Seguridad
El acrilato de butilo representa peligros físicos y peligros a la salud. El principal peligro físico que tiene es la inestabilidad de sus vapores lo que puede llevar a una reacción violenta de polimerización, bloqueando las válvulas de las tuberías en donde se encuentre contenido. Respecto a sus peligros para la salud, este no es un producto considerado carcinógeno, sin embargo, presenta otros riesgos a la salud como irritación de los ojos, y la piel, también puede llegar a irritar el tracto digestivo y la mucosa estomacal. Puede provocar sensibilización alérgica en las personas y se le considera una sustancia muy contaminante para el medio ambiente acuático.

### Vigilancia médica
Los trabajadores que están expuestos a esta sustancias química se les debe realizar una vigilancia médica al menos una vez al año con examen clínico de orientación dermatológica, neumológica, oftalmológica y otorrinolaringológica como al resto de los acrilatos, así como una espirometría.